# Німе коло
Німе коло (хорв. nijemo kolo, часом хорв. gluvo kolo «глухе коло») — традиційний коловий народний танець без музичного супроводу, що походить із Далматинської закутини на півдні Хорватії, який найчастіше танцюють у Далматинській Загорі.
У листопаді 2011 року міжнародна організація ЮНЕСКО внесла цей танець до свого списку нематеріальної культурної спадщини людства. Сьогодні його найчастіше виконують перед церковними святами або на фестивалях.

## Опис
Танець німе коло коловий танець, що виконується групою, яка утворює замкнене коло (хоч і не обов'язково) з чоловіками, які ведуть своїх жінок-партнерок швидкими випадковими кроками, що часто бувають енергійними та ризикованими. Найпомітнішою особливістю танцю є те, що він виконується повністю без музики. Співочі або інструментальні виступи можуть передувати йому або йти за ним.
Сьогодні танець німе коло продовжують танцювати сільські колективи, і його можна побачити на фестивалях, конкурсах, ярмарках, церковних святах та весіллях.
Німе коло танцюють два або більше танцюристів і їх кількість не обмежена. Невелика кількість танцюристів (до двадцяти) робить танець гармонійним і, як правило, у танцюристів не виникають відхилення в танцювальних кроках. Однак, якщо танцюристи досвідчені, можливо скоординувати їх більшу кількість.
Сам танець характеризується круговим рухом танцюристів, які своїми скоординованими ударами ногою по танцювальному майданчику задають ритм танцю. Прискорюючи або уповільнюючи ритм ударів, швидкість кругового руху танцюристів у колі прискорюється або зменшується. Іноді танцюристи утворюють ланцюг, чергуючи фази швидкого і повільного кроку з відповідними прискореннями і уповільненнями танцювального кроку, а іноді вони танцюють, поступово прискорюючись до максимальної швидкості, яку може досягти коло, і закінчують частину танцю раптовим уповільненням.
Протягом останніх двадцяти років у місцевості поблизу міста Синь було сформовано сценічну хореографію танцю німе коло. Завдяки цьому всі виконавці виконують однакові фігури (жести руками) і кроки одночасно.